# 신영록 (1981년)
신영록(1981년 9월 7일 ~ )는 대한민국의 전 축구 선수이며 과거 포지션은 수비수였다.

## 축구인 경력

### 선수 경력
2000년 10월 호남대에서 로열 앤트워프에 입단하여 2001년부터 2년간 벨기에 프로리그에서 뛰며 활약하였다. 이후 2003년에서 2005년간 부산 아이파크에서 활약하였다. 챌린저스리그 양주시민축구단에서 플레잉코치로 활동하였다. 2013년 화성 FC에서도 창단과 함께 플레잉 코치로 활동했으며 2014년부터 화성 FC의 코치로 활동중이다.